# The Chaos Engine 2
The Chaos Engine 2 è un videogioco sparatutto sviluppato dai The Bitmap Brothers e pubblicato dalla Renegade Software nel 1996. Il gioco è il seguito del primo The Chaos Engine.

## Trama
Alla fine del primo episodio i mercenari riescono a fermare The Chaos Engine e a liberare il Barone Fortesue dalla macchina. Durante la fuga il barone rimane incastrato in un meccanismo e trasportato in un altro periodo. I mercenari capiscono che l'unico modo per fermare The Chaos Engine è raggiungere il barone e fermare il tutto sul nascere.